# August Göbler
August Göbler (Lebensdaten unbekannt) war ein deutscher Fußballspieler.

## Karriere

### Vereine
Göbler gehörte während seiner aktiven Fußballerkarriere drei Kölner Vereinen als Torhüter an. Zunächst spielte er für den Kölner BC 01 die Saison 1919/20 im Rheinischen Südkreis, einer von acht Kreisen der vom Westdeutschen Spiel-Verband ausgetragenen Kreis- und Westdeutschen Meisterschaften. Als Sieger von zwölf Mannschaften aus dem Rheinischen Südkreis hervorgegangen, nahm seine Mannschaft auch an der Endrunde um die Westdeutsche Meisterschaft teil. Nachdem sich seine Mannschaft im Viertel- und Halbfinale am 11. April 1920 in Crefeld mit 4:3 gegen die TuRU Düsseldorf und eine Woche später in München-Gladbach mit 2:1 gegen den Duisburger SpV hatte durchsetzen können, verlor sein Verein das am 25. April 1920 in Neuß ausgetragene Finale gegen den VfTuR 1889 M.Gladbach mit 1:3 n. V.
Die Saison 1920/21 spielte er für den Lokalrivalen Kölner CfR, der am Saisonende den dritten Platz im Rheinischen Südkreis innerhalb des Rheingaus belegte.
Die Saison 1925/26 – mittlerweile dem VfR Köln 04 rrh. angehörig – spielte er in der in zwei Kreisen unterteilten 1. Bezirksklasse Rhein. Als Sieger aus dem Südkreis hervorgegangen, gewann der mit seiner Mannschaft auch das Finale um die Bezirksmeisterschaft Rhein, das mit 2:1 gegen den Rheydter Spielverein, dem Sieger aus dem Westkreis, gewonnen wurde. Mit diesem Erfolg war der VfR Köln 04 rrh. zur Teilnahme an der Endrunde um die Westdeutsche Meisterschaft berechtigt. In der mit sieben Bezirksmeistern ausgetragenen Endrunde, setzte sich seine Mannschaft ungeschlagen und mit einem Punkt Vorsprung vor dem BV Altenessen 06 durch. Damit war seine Mannschaft für die Endrunde um die Deutsche Meisterschaft qualifiziert. Doch sein Debüt im Achtelfinale am 16. Mai 1926 im heimischen Müngersdorfer Stadion wurde durch die 1:2-Niederlage gegen den SV Norden-Nordwest, der im Finale der Berliner Meisterschaft unterlegenen Mannschaft, getrübt.

### Auswahlmannschaft
Göbler nahm als Spieler der Auswahlmannschaft des Westdeutschen Spiel-Verbandes am Wettbewerb um den Bundespokal teil. Als Spieler des Kölner BC 01 wirkte er im Finale gegen die Auswahlmannschaft des Verbandes Mitteldeutscher Ballspiel-Vereine mit, das am 20. Juni 1920 in Hannover mit 1:0 n. V. – dank des Tores von Georg Stollenwerk in der 116. Minute – entschieden wurde.
Als Spieler des Kölner CfR erreichte er am 20. März 1921 abermals das Finale um den Bundespokal. Im Sportpark Connewitz in Leipzig unterlag er mit seiner Auswahlmannschaft der des Verbandes Mitteldeutscher Ballspiel-Vereine mit 0:4.

## Erfolge
- Westdeutscher Meister 1926
- Rheinischer Meister 1926
- Südkreismeister im Bezirk Rhein 1926
- Zweiter der Westdeutschen Meisterschaft 1920
- Rheinischer Südkreismeister 1920
- Bundespokal-Sieger 1920, -Finalist 1921